# Saarijärvi (sjö i Nyslott, Södra Savolax)
Saarijärvi är en sjö i kommunen Nyslott i landskapet Södra Savolax i Finland. Sjön ligger 90,6 meter över havet. Arean är 84 hektar och strandlinjen är 8,39 kilometer lång.  Den  ingår i Vuoksens huvudavrinningsområde.  Sjön ligger omkring 110 kilometer öster om S:t Michel och omkring 290 kilometer nordöst om Helsingfors. 
I sjön finns ön Lehmussaari. Väster om Saarijärvi ligger Rantajärvi. Öster om Saarijärvi ligger Mustajärvi. 